# Pedro Verhun
Pedro Verhun (Horodok, Ucrania, 18 de noviembre de 1890-Angarsk, Unión Soviética, 7 de febrero de 1957) fue un sacerdote católico de rito bizantino quien sirvió como visitador a los griegos católicos inmigrantes en Alemania siendo detenido por los soviéticos y enviado a un campo de concentración en Siberia en donde murió como mártir. Fue beatificado por el papa Juan Pablo II en junio de 2001 junto a otros ucranianos víctimas del comunismo soviético en Alemania. Su fiesta litúrgica es el 7 de febrero.